# Amin Nasser ad-Din
Amin Ali Nasser ad-Din (25 janvier 1876 - 6 octobre 1953) est un journaliste, romancier et linguiste libanais. 

## Biographie
Il est né dans le village de Kfarmatta, dans l'actuel district du Chouf et fréquenta l'école primaire américaine du village. Il s'est tout d'abord fait connaître comme éditeur du journal As-Safa (الصفاء) - publié avant lui par son père -, après avoir pris la relève en 1899. Il continua de veiller à la publication de ce journal pendant plus de trente ans.
Outre la presse, il était un écrivain, poète et linguiste de renom, ayant écrit de multiples romans, poèmes et travaux sur la langue arabe,,,.